# Donna Barba Higuera
Donna Barba Higuera – amerykańska pisarka powieści dla dzieci.

## Życiorys
Wychowywała się w środkowej Kalifornii w mieszanej rodzinie amerykańsko-meksykańskiej. Od dzieciństwa słuchała meksykańskich opowieści swojego ojca i babci, snuła własne historie i czytała dużo książek. Szczególnie upodobała sobie fantastykę naukową, w tym twórczość Ursuli K. Le Guin oraz produkcje filmowe w tym gatunku – Star Trek, Gwiezdne wojny, Strefa mroku. W 1995 roku przeniosła się do stanu Waszyngton, gdzie mieszka z mężem i czwórką dzieci. Poza pisarstwem prowadzi praktykę optometryczną.

## Twórczość
Przemożny wpływ na twórczość Donny Barby Higuery wywarły opowiadane przez jej rodzinę historie. W swoich powieściach umieszcza również elementy folkloru meksykańskiego i wątki autobiograficzne. Główni bohaterowie wplątywani są w trudne i przerażające sytuacje.
Higuera opublikowała pierwszą książkę w 2020 roku. W Lupe Wong Won’t Dance bohaterką była dziewczyna pochodzenia chińsko-meksykańskiego, pragnąca zostać pierwszym kobiecym miotaczem w lidze Major League Baseball. Powieść otrzymała pozytywne recenzje oraz została uhonorowana Pacific Northwest Booksellers Association Award.
Rok później ukazała się powieść ilustrowana – El Cucuy is Scared, Too!. Centralnym punktem opowieści jest bezsenność, w wyniku strachu małego Ramóna przed pójściem do nowej szkoły. Odnajduje on niespodziewanego przyjaciela w El Cucuy, potworze mieszkającym w doniczce z kaktusem. Higuera przepracowała w ten sposób lęk z dzieciństwa przed El Cucuy, którym jej babcia straszyła ją, aby poszła spać o odpowiedniej porze.
W trzeciej powieści, The Last Cuentista, Petra Peña musi posługiwać się meksykańskimi opowieściami swojej babci, aby historia ludzkości nie uległa zapomnieniu. Powodem tego były działania Kolektywu w czasie międzyplanetarnej podróży ostatnich ludzi, który postanowił wyczyścić pamięć całej załodze, aby stworzyć nowe społeczeństwo, niepamiętające swojej przeszłości. Książka spotkała się z bardzo pozytywnym odbiorem krytyków oraz otrzymała Medal Johna Newbery’ego i Pura Belpré Award.